# 宇文寔
宇文寔（6世纪—581年），字乾辩，北周宋王。周明帝宇文毓第三子。
保定元年（561年）周武帝宇文邕即位後，將宇文實过继给兄長宇文震为宋国公。建德三年（574年），进爵为宋王。周静帝大象年间，为大前疑。被杨坚杀害，国除。

## 资料来源
- 《周書》
- 《北史》